# مارك ديفيس (لاعب كرة قاعدة)
مارك ديفيس (بالإنجليزية: Mark Davis)‏ هو لاعب كرة قاعدة أمريكي، ولد في 25 نوفمبر 1964 في سان دييغو في الولايات المتحدة.لعب موسما واحدا لفريق ملائكة كاليفورنيا في دوري البيسبول الرئيسي.

## وصلات خارجية
- مارك ديفيس على موقعبيزبول رفرنس.كوم (الدوري الرئيسي) (الإنجليزية)
- مارك ديفيس على موقعبيزبول رفرنس.كوم (الدوري الثانوي) (الإنجليزية)